# Pleurothallis kateora
Pleurothallis kateora är en orkidéart som först beskrevs av Leslie Andrew Garay, och fick sitt nu gällande namn av Carlyle August Luer. Pleurothallis kateora ingår i släktet Pleurothallis och familjen orkidéer. Inga underarter finns listade i Catalogue of Life.